# Jacek Gaworski
Jacek Gaworski (ur. 13 maja 1967 we Wrocławiu, zm. 10 maja 2025) – polski szermierz florecista uprawiający szermierkę na wózkach. Fundator  i współzałożyciel Fundacji na rzecz osób chorych i niepełnosprawnych – „Pomóż Walczyć o Życie”.

## Życiorys
Srebrny medalista letnich igrzysk paraolimpijskich w Rio de Janeiro 2016 w turnieju drużynowym (w finale Polacy w składzie: Jacek Gaworski, Dariusz Pender, Michał Nalewajek) i indywidualnie V miejsce.
Indywidualny i drużynowy  brązowy medalista mistrzostwa świata we florecie 2017.
Indywidualny wicemistrz Europy we florecie 2018.
Indywidualny brązowy medalista we florecie mistrzostw Europy 2016.
Ośmiokrotny indywidualny mistrz Polski we florecie – 2013, 2014, 2015, 2016, 2017, 2018, 2019, 2020.
Cierpiał na stwardnienie rozsiane, które zdiagnozowano u niego w 2004 roku. Chorował również na nowotwór rdzenia kręgowego i czerniaka błon śluzowych. Zmarł 10 maja 2025.

## Odznaczenia i nagrody
- Srebrny Krzyż Zasługi – 2016[7][8]
- Społecznik Roku 2015 w konkursie Newsweek Polska[9]
- Najpopularniejszy Sportowiec Dolnego Śląska 2017[10]